# McRae (Georgia)
McRae is een plaats (city) in de Amerikaanse staat Georgia, en valt bestuurlijk gezien onder Telfair County.

## Demografie
Bij de volkstelling in 2000 werd het aantal inwoners vastgesteld op 2682.
In 2006 is het aantal inwoners door het United States Census Bureau geschat op 4188, een stijging van 1506 (56.2%).

## Geboren
- Kim Batten (1969), hordeloopster

## Geografie
Volgens het United States Census Bureau beslaat de plaats een oppervlakte van
8,8 km², waarvan 8,7 km² land en 0,1 km² water. McRae ligt op ongeveer 75 m boven zeeniveau.

## Plaatsen in de nabije omgeving
De onderstaande figuur toont nabijgelegen plaatsen in een straal van 28 km rond McRae.